# Зукар
Зукар (Джазират-Зукар; араб. جزيرة زقر‎) — остров в Красном море, являющийся крупнейшим островом из островов Ханиш, принадлежащих Йемену. Остров лежит у берегов Йемена и Эритреи возле Баб-эль-Мандебского пролива, который соединяет Красное море с Аденским заливом.
Несмотря на близость к африканскому континенту, он считается островом Азии, поскольку находится на азиатском континентальном шельфе. Площадь острова составляет 100 км², по другим источникам — 120 км².

## Территориальный конфликт
Права на Зукар ранее оспаривались Йеменом и Эритреей вместе с островами Ханиш. В 1995 году это привело к вооружённому конфликту во время кризиса островов Ханиш. Спор был урегулирован Постоянной палатой третейского суда в Гааге в 1996 году, которая присудила более крупные острова, включая Зукар, Йемену.
В конце 1995 года Йемен размещал на островах Джазират-эль-Ханиш-эс-Сагир и Зукар ракетные установки залпового огня и дальнобойные орудия.